# Narni
Narni (latin: Narnia Nahars) är en kommun i provinsen Terni i regionen Umbrien i centrala Italien. Kommunen hade 19 055 invånare (2018) och gränsar till kommunerna Amelia, Calvi dell'Umbria, Montecastrilli, Orte, Otricoli, San Gemini, Stroncone samt provinshuvudstaden Terni.
Staden är mycket gammal: i förromersk tid hette den Nequinum. Staden erövrades av romarna 299 f.Kr. och blev romersk koloni under namnet Narnia. Det har antagits att C S Lewis, skaparen av fantasivärlden Narnia, lånat namnet därifrån.